# Yuenü
Yuenü (chinois : 越女 ; pinyin : Yuènǚ ; Wade : Yüeh-nü ; litt. « la Dame de Yue ») était une épéiste de l'État de Yue, dans la province chinoise moderne du Zhejiang à l'époque de la période des Printemps et Automnes. Elle est également connue sous le nom de "jeune fille de la forêt du sud" ou "Vierge de Zhao". Appelée à l'origine la Vierge, elle était également connue sous le nom de "Vierge de Zhao" dans la Légende de l'épéiste de la dynastie Ming. Yuenü a enseigné le maniement de l'épée aux soldats et a aidé le roi Goujian à vaincre les Wu. 
Dans la mythologie chinoise, elle est une réincarnation de Jiutian Xuannü.

## Histoire
L'histoire de Yuenü est racontée dans le tome 10 des Annales des Printemps et Automnes des Royaumes de Wu et de Yue, (Wu Yue Chunqiu), roman historique racontant la guerre qui opposa les États de Wu et de Yue à la fin de la Période des Printemps et des Automnes, attribué à Zhao Ye (zh) (IIe siècle av. J.-C.).

Yuenü vit sous le règne de Goujian de Yue (496-465 avant notre ère). Selon la légende, elle serait née à Nanlin (au sud du comté de Shan Yin), ou dans le royaume de Zhao, mais son nom est inconnu. Dès son plus jeune âge, elle apprend le tir à l'arc et le maniement de l'épée en chassant avec son père. Alors que roi de Yue prévoyait d'attaquer l'état de Wu à la suite d'une grande défaite, il entend parler de ses compétences et l'invite à la cour. En chemin, elle est défiée par un vieil homme qui est en réalité un singe blanc magique.

« La Jeune Femme de Yue voyagea vers le nord pour son audience avec le roi. 
En chemin, elle rencontra un vieil homme qui dit s'appeler 
"Vieux Monsieur Yuan" [Yuan Gong, 袁公].
Il dit à la jeune femme : "J'ai entendu dire 
que vous vous battiez bien avec une épée. J'aimerais voir une démonstration."
Elle répondit :
 "Je n'aurais pas la prétention de vous cacher quoi que ce soit : vous êtes le bienvenu pour tester mon habileté, Monsieur."
Le vieil homme Yuan sortit une longueur de bambou Linyu. Mais le bambou était pourri à une extrémité. L'extrémité tomba sur le sol et la jeune femme la saisit immédiatement. Le vieil homme mania l'extrémité supérieure du bâton et donna un coup en direction de la jeune femme, mais elle para directement, donna trois coups, et finalement leva son bout de bambou et porta son attaque contre le vieil homme Yuan. Le vieil homme Yuan sauta sur un arbre, se transformant en singe blanc [baiyuan, 白猿, d'où le nom de famille]. Puis chacun suivit son propre chemin, et elle partit à la rencontre du roi. »

— Stephen Selby, Chinese archery
Lorsque le roi Goujian interroge Yuenü, elle lui répond : " Si tu connais mon maniement du sabre, tu seras capable d'en vaincre une centaine. Par conséquent, si seulement cent personnes apprennent mon art du sabre, elles peuvent résister à dix mille personnes."  Goujian, ayant des doutes sur ses paroles, lui ordonne de se mesurer à 100 soldats. Très impressionné, il la nomme pour former les militaires. Elle tient sa promesse et forme 3 000 hommes pour le Royaume Yue en un an ; ces soldats seront l'un des principaux contributeurs à la défaite du Royaume Wu. 
Plus tard, Goujian, attiré par la beauté de Yuenü, veut l'inclure dans son harem, mais elle refuse et retourne dans sa ville natale de Nanlin après avoir terminé la formation des soldats. Lorsque Goujian l'apprend, il envoie un messager pour la rappeler, mais elle demeurera introuvable.

## Art martiaux
Lors de sa rencontre avec le roi, la jeune fille révèle que le secret de sa capacité de combat est l'application de l'énergie yin et yang, décrite métaphoriquement comme l'ouverture et la fermeture de grandes et petites portes battantes. En outre, elle affirme que, tout en renforçant l'esprit, il faut rester calme en apparence. 
Il s'agit du plus ancien exposé connu sur l'art de l'épée, il a influencé les arts martiaux chinois pendant des générations,.

« Et quelle méthode pratiquez-vous maintenant ? demanda le roi.
La méthode implique un grand mystère et une grande profondeur.  La méthode implique des "portes avant" et des "portes arrière" ainsi que des aspects durs et doux.  Ouvrir la "porte d'entrée" et fermer la "porte de derrière" ferme l'aspect doux et fait ressortir l'aspect dur.
Chaque fois que vous avez un combat à mains nues, vous devez avoir des nerfs d'acier à l'intérieur, mais être totalement calme à l'extérieur.  Je dois avoir l'air d'une jeune femme sage et me battre comme un tigre effrayé.  Mon profil change avec l'action de mon corps, et les deux suivent mon subconscient.  
Eblouir votre adversaire comme le soleil, mais filer comme un lièvre agile.  Devenir un tourbillon de silhouettes et d'ombres ; chatoyer comme un mirage.  Inspirer, épuiser, entrer, sortir, se maintenir hors de portée, utiliser sa stratégie pour bloquer l'adversaire, vertical, horizontal, résister, suivre, droit, sournois, et tout cela sans bruit. »